# Gewichtwerpen

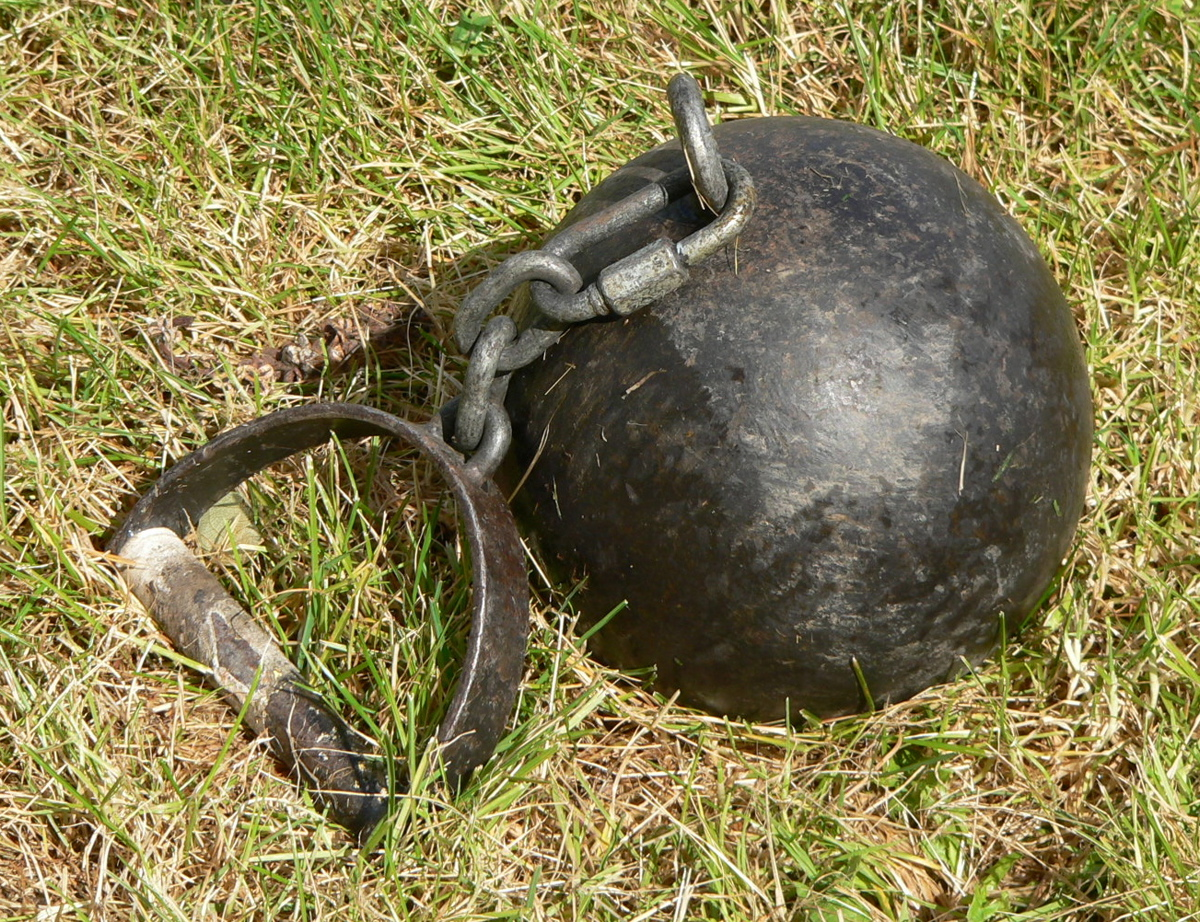
Een voorbeeld van het gewicht (25,4 kg) dat wordt gebruikt bij het gewichtwerpen op de Schotse Highland Games

Gewichtwerpen is een sportdiscipline binnen de atletiek. Het doel is om een zware metalen bol - vaak met een gewicht van 25,4 kg - zo ver of zo hoog mogelijk te werpen. Het gewichtwerpen vertoont gelijkenissen met het kogelslingeren en kogelstoten. Bij het werpen in de hoogte wordt gewerkt zoals bij het hoogspringen: een lat wordt telkens iets hoger gelegd; de atleten moeten trachten de bal over de lat te werpen.
De sport wordt vooral beoefend in Schotland en Ierland. Ook in de Verenigde Staten zijn er competities, vaak als indoor alternatief voor het kogelslingeren. In de Verenigde Staten stond het gewichtwerpen lange tijd op het programma van diverse atletiekkampioenschappen. Het onderdeel wordt verder wereldwijd beoefend in de mastersatletiek.

## Highland Games

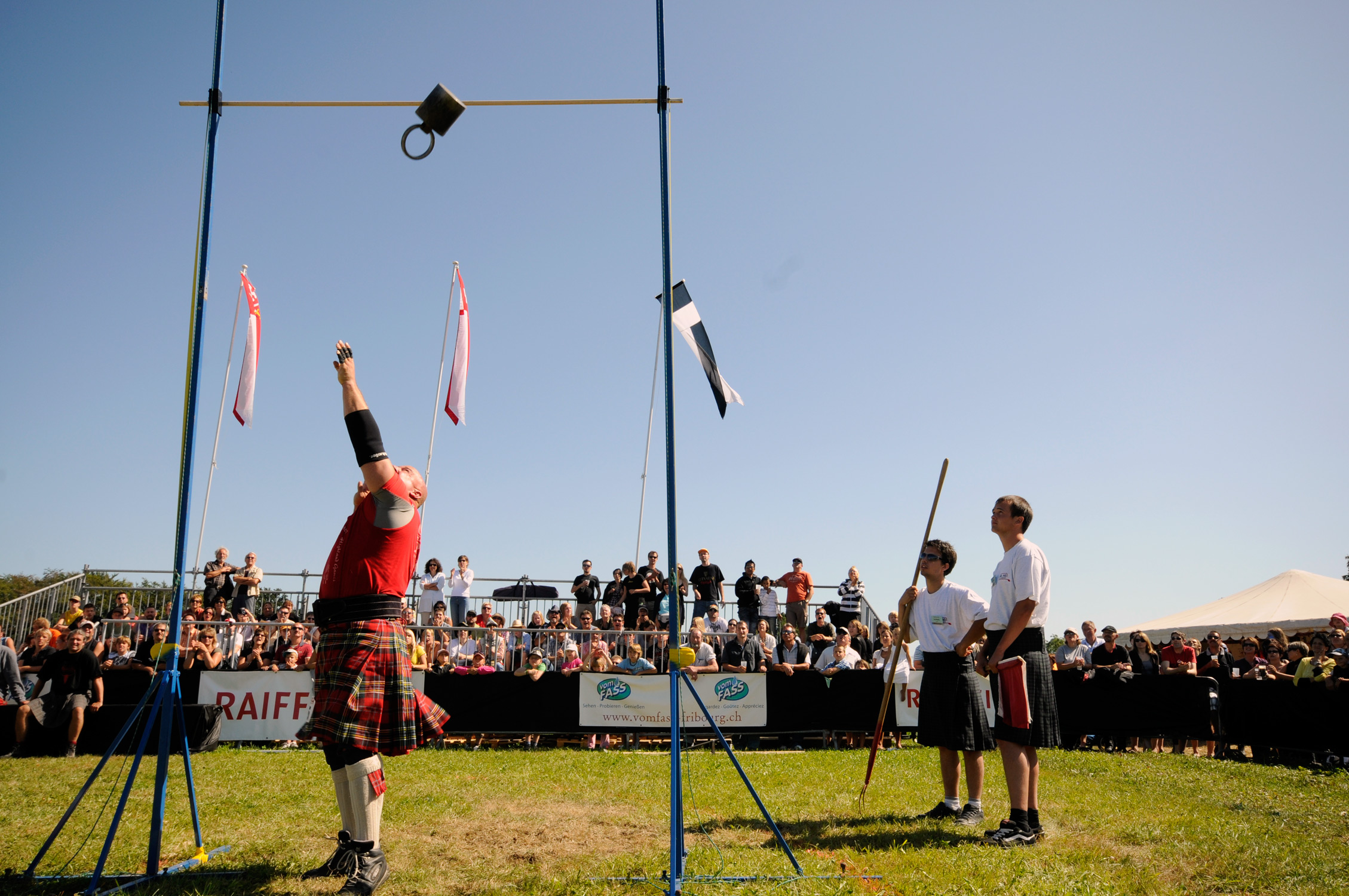
Gewichtwerpen

Gewichtwerpen wordt beoefend op de Schotse Highland Games. Er wordt gegooid met een stalen of loden gewicht, vastgemaakt aan een korte ketting die eindigt op een metalen handvat. Voor mannelijke atleten wordt geworpen met gewichten van zowel 12,7 als 25,4 kilo. Voor vrouwelijke atleten is dat respectievelijk 6,35 en 12,7 kilo. Het gewicht wordt eenhandig gegooid vanuit een werpveld dat de atleet niet mag verlaten. Verschillende technieken zijn toegestaan, maar vaak wordt gebruikgemaakt van het draaien om zijn eigen as alvorens het gewicht los te laten, net als bij het kogelslingeren.

## Ierland
De Ierse atletiekfederatie Athletics Ireland  erkent het gewichtwerpen als officiële sport, in beide varianten (afstand en hoogte). De records staan respectievelijk op 9,16 meter ver (John Menton, 1998) en 4,93 meter hoog (Gerry O’Connell, 1986), met een gewicht van 25,4 kg. 

## Gewichtwerpen op de Olympische Spelen
Het gewichtwerpen was een onderdeel van de Olympische Zomerspelen in 1904 en 1920. Er werd geworpen met een gewicht van 25,4 kg.

### Medaillewinnaars 1904
| rang   | sporter(s)         | land | afstand |
| ------ | ------------------ | ---- | ------- |
| Goud   | Étienne Desmarteau | CAN  | 10,46 m |
| Zilver | John Flanagan      | USA  | 10,16 m |
| Brons  | James Mitchel      | USA  | 10,13 m |

### Medaillewinnaars 1920
| rang   | sporter(s)      | land | afstand  |
| ------ | --------------- | ---- | -------- |
| Goud   | Pat McDonald    | USA  | 11,265 m |
| Zilver | Patrick Ryan    | USA  | 10,965 m |
| Brons  | Carl Johan Lind | SWE  | 10,255 m |

## Records
- Wereldrecord mannen outdoor (15,87 kg): 25,41 meter : Lance Deal (Verenigde Staten)
- Wereldrecord mannen indoor (15,87 kg): 25,86 meter : Lance Deal (Verenigde Staten)
- Olympisch record mannen (25,4 kg): 11,265 meter : Patrick McDonald (Verenigde Staten)
- Wereldrecord vrouwen outdoor (9,07 kg): 24,57 meter : Brittany Riley (Verenigde staten)
- Wereldrecord vrouwen indoor (9,07 kg): 25,56 meter : Brittany Riley (Verenigde staten)